# Boeing OC-135B Open Skies
Спостережний літак ВПС США Boeing OC-135B Open Skies (Відкрите небо) розроблений для втілення Угоди про Відкрите небо. Повітряне судно є модифікованим WC-135B, здійснює політи без озброєння над країнами-підписантами Угоди. На даний момент існують три екземпляри OC-135B, роботи з їх модернізації виконав Aeronautical Systems Center 4950-го випробувального крила авіабази Wright-Patterson в Огайо, США. Перший робочий зразок обладнали базовим набором навігаційного та сенсорного обладнання. Два інші повністю функціональні борти були поставлені у 1996 р. Вони обладнані повним комплектом сенсорів згідно з вимогами Угоди, що включає інфрачервоний лінійний сканер, радар зі синтезованою апертурою та відеореєструючі пристрої.

## Опис літака
У салоні є місця для 35 пасажирів, включно з екіпажем судна, технічним персоналом, представниками іноземних країн та члени DTRA департаменту США. Встановлені камери включають одну вертикальну та дві прозорі кадрувальні камери KS-87E, які використовуються для низьковисотного знімання (900 м), та одну панорамну KA-91C, що сканує знімки широкого охоплення для висотного знімання (~11 км).
Система запису та аналізу даних (DARMS) обробляє навігаційні, висотні, часові та відеосигнали з метою позначення кожного знімку даними про позицію, висоту, час, кут знімання тощо. Крім того, ця система записує кожен знімок, зробленим камерами, кадр та просторову позицію.

## Вектор руху
Літак здійснює політ за встановленим вектором руху (flight path) на всю місію без прив'язки до наземних навігаційних засобів. Для оновлення навігаційних даних використовується високопродуктивна система Litton 92 INS/GPS, котра є інтегрованою інерційною навігаційною системою з вбудованим GPS. Для корекції вектору руху дані оновлюються кілька разів за секунду. Система INS також надає системі DARMS та камерам дані про точні координати, час, кут знімання та барометричну висоту. Дані про шляхову швидкість надає відповідний бортовий комп'ютер.
Дані про висоту надає бортовий висотомір. Точність витримується в діапазоні висот від 0 до 15 км. Додатково встановлений метровий альтиметр для роботи в країнах, де використовується метрова система зчислення висоти (Монголія, Китай, частково Росія).
Борт модифіковано системою Block 30 Pacer Crag Navigational System, яка вимагається ICAO за правилами Global Air Traffic Management та Global Air Navigation Standards.

## Видозміни
Зміни в OC-135B включають чотири камери, встановлені в хвостовій частині літака. Так як основна функція борта ― фотографування, більшість встановленого обладнання забезпечує прямий доступ до камер та їх оператору. Інші зміни включають ДСУ фірми Allied Signal, багажник для екіпажу, консоль для оператора сенсорних давачів, система відстеження курсу (flight following console) та покращена авіоніка. Від попереднього функціоналу з розвідки погоди на борту залишилось вікно в вантажному люку.
Решта змін стосуються екіпажу. Киснева система з киснем у газоподібному стані замінила рідкорідинну установку для сумісності з іноземними портами, також було встановлено оптимальнішу флюоресцентна система освітлення. Чотири оновлені крісла та стіл перемовин, переговорний чотириканальний пристрій, освітлення та киснева система для обох місій країн.

## Специфікації (OC-135)
- Екіпаж: 7 (три пілоти, два штурмани, два техніки по сенсорах), екіпаж DTRA: командир місії, заступник, два оператори сенсорів та один оператор курсу
- Довжина: 41,53 м
- Розмах крила: 39,88 м
- Висота: 12,70 м
- Площа крила: 226 м²
- Порожня маса: 44,663 тон
- Споряджена маса: 135 тон
- МЗМ: 146 тон
- Рушії: 4 × Pratt and Whitney TF33-P-5 Turbofans з реверсами, 80 кН кожен.

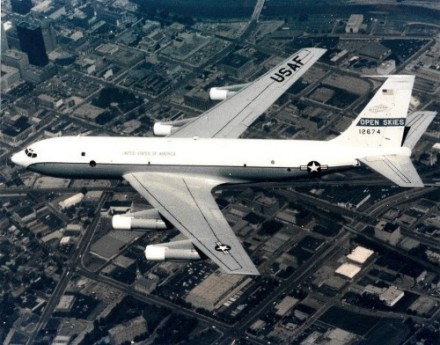

- Максимальна швидкість: 580 mph (933 км/год)
- Дальність: 3 450 mi (5 550 км)
- Робоча стеля: 50 000 ft (15 200 м)
- Швидкопідйомність: 4,900 фт/хв (1 490 м/хв)

## Поклики
1. ↑  OC-135B Open Skies. www.af.mil. US Air Force. 1 лютого 2001. Архів оригіналу за 28 жовтня 2014. Процитовано 15 листопада 2014.